# رود تنجیرو
رود تنجیرو (به عربی: نهر تنجیرو) یک رود در عراق است که در اقلیم کردستان عراق واقع شده‌است.